# 羅納德·英格爾哈特
羅納德·英格爾哈特（英語：Ronald Inglehart，1934年9月5日—2021年5月8日），美國著名的政治學家，美国密歇根大学勒文施泰因政治学讲席教授，社会研究所研究员，俄罗斯高等经济学院 （页面存档备份，存于）（圣彼得堡）比较社会研究实验室指导人之一，美国藝術與科學院院士、美国社会和政治科学院院士，主要研究领域有比较政治，政治发展，政治哲学等。

## 研究成果
- 《寧靜革命—後物質主義價值變遷》（普林斯頓：普林斯頓大學出版社，1977年英文版；東京：東洋經濟新報社，1978年日文版；博登海姆：雅典娜出版社，1982年德文版；米蘭：里佐利出版社，1983年意大利文版）
- 《發達工業社會的文化轉型》（普林斯頓：普林斯頓大學出版社，1990年版；法蘭克福：坎普斯出版社,1989年德文版；馬德里：社會學調查中心，1991年西班牙文版；巴黎：經濟出版社，1993年法文版；都靈：佩屈尼出版社, 1993年意大利文版；東京: 東洋經濟新報社, 1993年日文版；德黑蘭：卡文出版社, 1993年波斯文版；北京：中國社會科學文獻出版社，2011年中文版）
- 《現代化與後現代化：四十三个國家的文化、經濟與政治變遷》（普林斯頓：普林斯頓大學出版社，1997年版；法蘭克福：坎普斯出版社,1998年德文版；羅馬：里尤尼蒂出版社，1998年意大利文版；馬德里：社會學調查中心，1999年西班牙文版；德黑蘭：法讚出版社, 2004年波斯文版；河內：政治出版社，2009年越南文版；日文版，葡萄牙文版，烏爾都文版即將出版）